# Emotionele afzondering
Emotionele afzondering is een begrip uit de psychologie, dat voor het eerst door Sigmund Freud werd gebruikt. Emotionele afzondering staat voor het zich terugtrekken in passiviteit om zich tegen leed te beschermen. Emotionele afzondering komt voor bij verkrachtingen, oorlogsgeweld en andere acute bedreigingen van lichamelijke en geestelijke integriteit. De emotie wordt teruggetrokken en niet meer met de rest van het lichaam geassocieerd. Emotionele afzondering is een vorm van dissociatie. Wanneer iemand er zelf voor kiest bijvoorbeeld om tot zichzelf te komen, is het een retraite.